# Myrioconium ambiens
Myrioconium ambiens är en svampart som först beskrevs av Jean Baptiste Desmazières, och fick sitt nu gällande namn av Franz Xaver von Höhnel 1926. Myrioconium ambiens ingår i släktet Myrioconium och familjen Sclerotiniaceae.   Inga underarter finns listade i Catalogue of Life.